# Gare d’Éguzon
Gare d'Éguzon – przystanek kolejowy w Éguzon-Chantôme, w departamencie Indre, w Regionie Centralnym, we Francji.
Jest przystankiem kolejowym Société nationale des chemins de fer français (SNCF), obsługiwanym przez pociągi TER Centre.

## Położenie
Znajduje się na wysokości 284 m n.p.m., na 316,400 km linii Orlean – Montauban, między stacjami Celon i Saint-Sébastien.

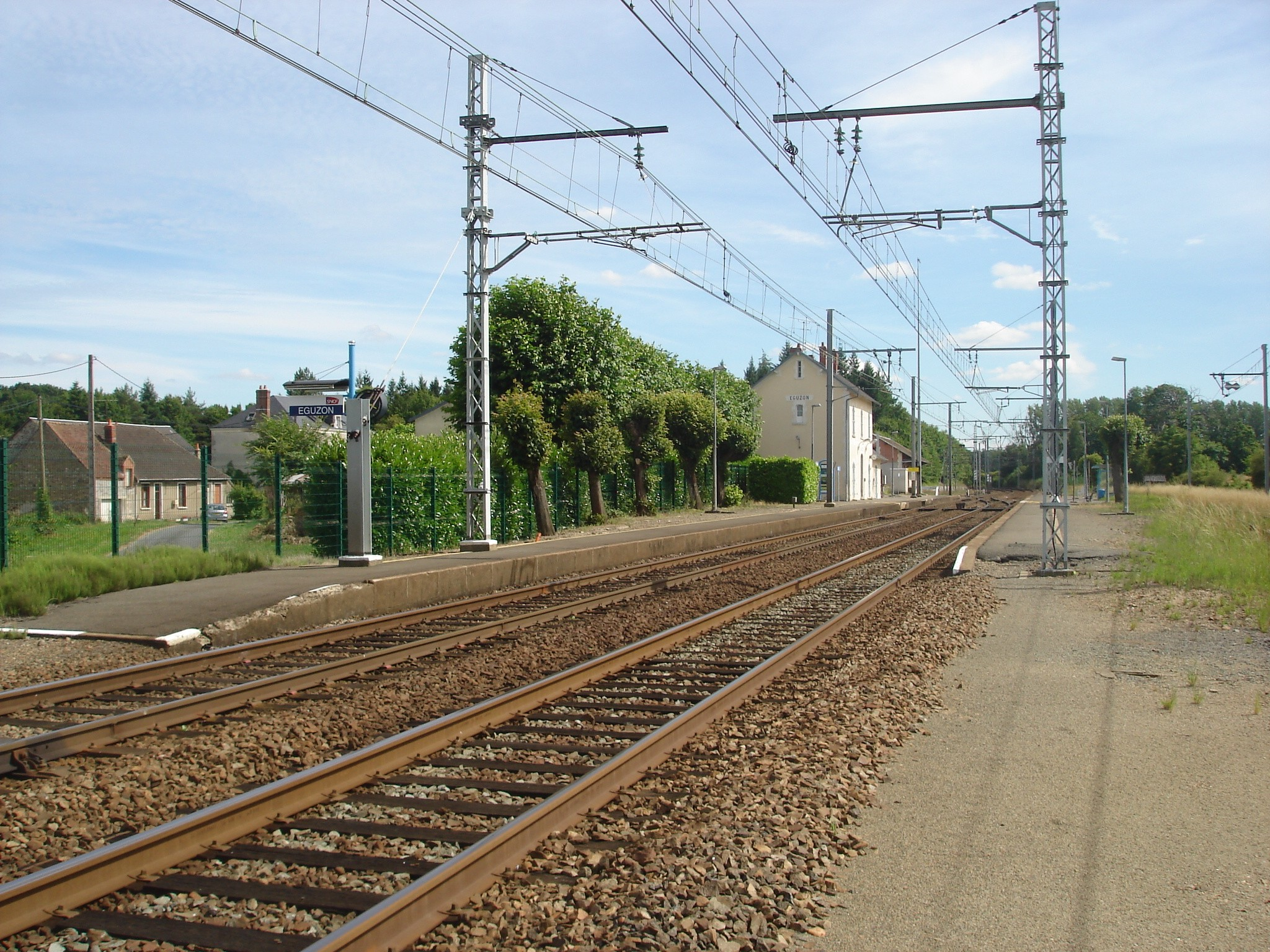
Widok na perony

## Usługi dla pasażerów
Jest wyposażony w dwa perony boczne: Peron 1 ma długość 126 m, a peron 2 długość 113 metrów. Oba perony są wyposażone w wiaty dla pasażerów. Dostęp do peronów jest możliwy poprzez przejście w poziomie torów.

### Serwis
W 2014 r. Éguzon jest obsługiwany przez pociągi TER Centre, które kursują między Orleanem, Vierzon, Châteauroux i Limoges. Usługi przewozowe są świadczone przez jednostki Z 7300, Z 21500 i czasami przez B 81500.